# Euthalia malaccana
Euthalia malaccana är en fjärilsart som beskrevs av Hans Fruhstorfer 1899. Euthalia malaccana ingår i släktet Euthalia och familjen praktfjärilar. IUCN kategoriserar arten globalt som livskraftig. Inga underarter finns listade i Catalogue of Life.